# 土壌生物
土壌生物（どじょうせいぶつ）は土壌微生物と土壌動物全体であり、土壌生物学は土壌生物の活動と生態を研究する学問である。土壌中あるいは土壌と植物の落葉・落枝との境界で生活環のほとんどを生活する生物全体、すなわち土壌生物をあらわす英語には、soil life, soil biota, soil fauna, edaphon というような言葉がある。土壌生物には、ミミズ、線形動物、原生動物、菌類、細菌、節足動物が含まれ、ヘビのような爬虫類の一部や、ホリネズミ、モグラ、プレーリードッグのような巣穴に住む哺乳類を含む。土壌生物は土壌の様々な性質を決めるためにきわめて重要な役割を果たしている。土壌生物による土壌有機物の分解は土壌の肥沃度、植物の成長、土壌構造、炭素の貯留にはかりしれない影響を与えている。比較的新しい科学であり、土壌生物と土壌生態系に与える影響については、多くのことがまだ分かっていない。